# Hütten (Königstein)
Hütten ist ein Ort ohne Ortsteilstatus in der sächsischen Stadt Königstein (Sächsische Schweiz) im Landkreis Sächsische Schweiz-Osterzgebirge.

## Geographie

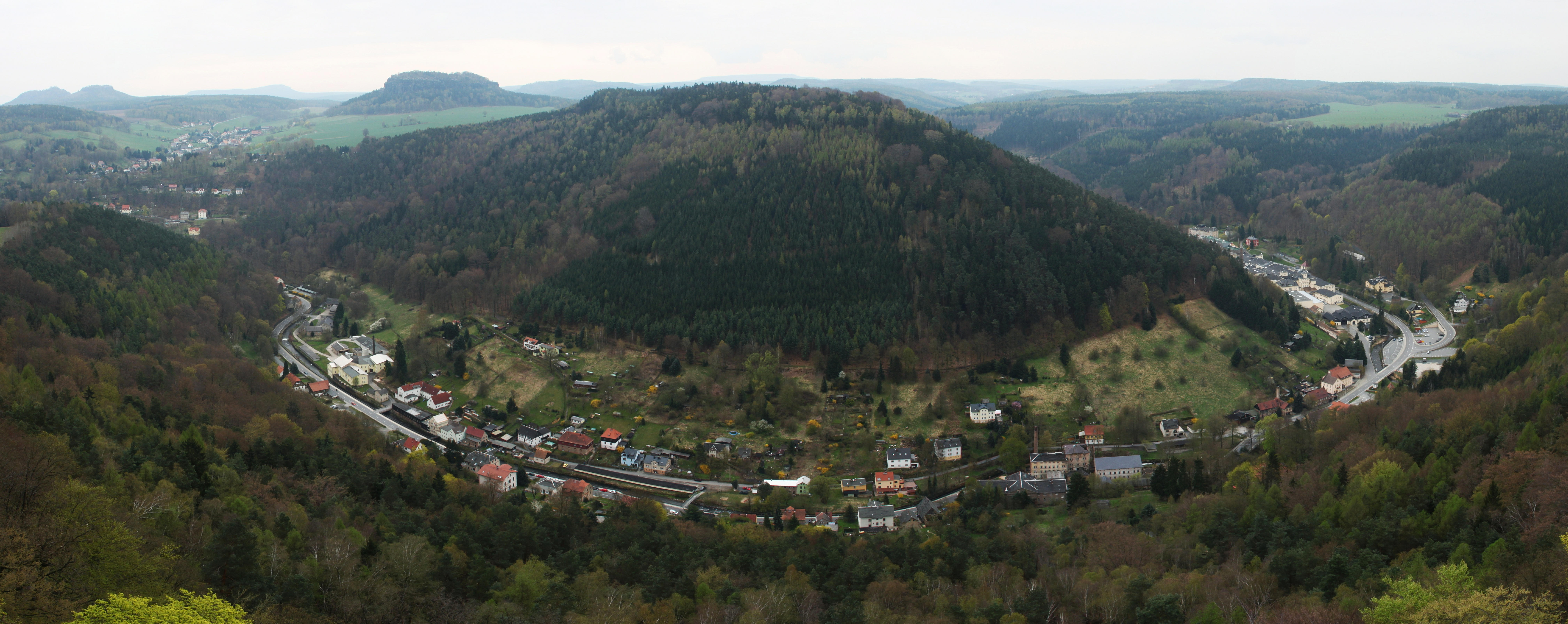
Blick von der Festung Königstein in das Bielatal mit dem Ortsteil Hütten sowie auf den Quirl

Der Ort liegt gebogen am Fuße des Quirls im Bielatal südwestlich des Stadtkerns an der Staatsstraße 171. Nördlich davon liegt die Festung Königstein.
Umgebende Ortschaften sind Pfaffendorf im Osten, Hermsdorf im Süden, Langenhennersdorf und Leupoldishain im Südwesten, Struppen im Nordwesten und Königstein im Nordosten.

## Geschichte

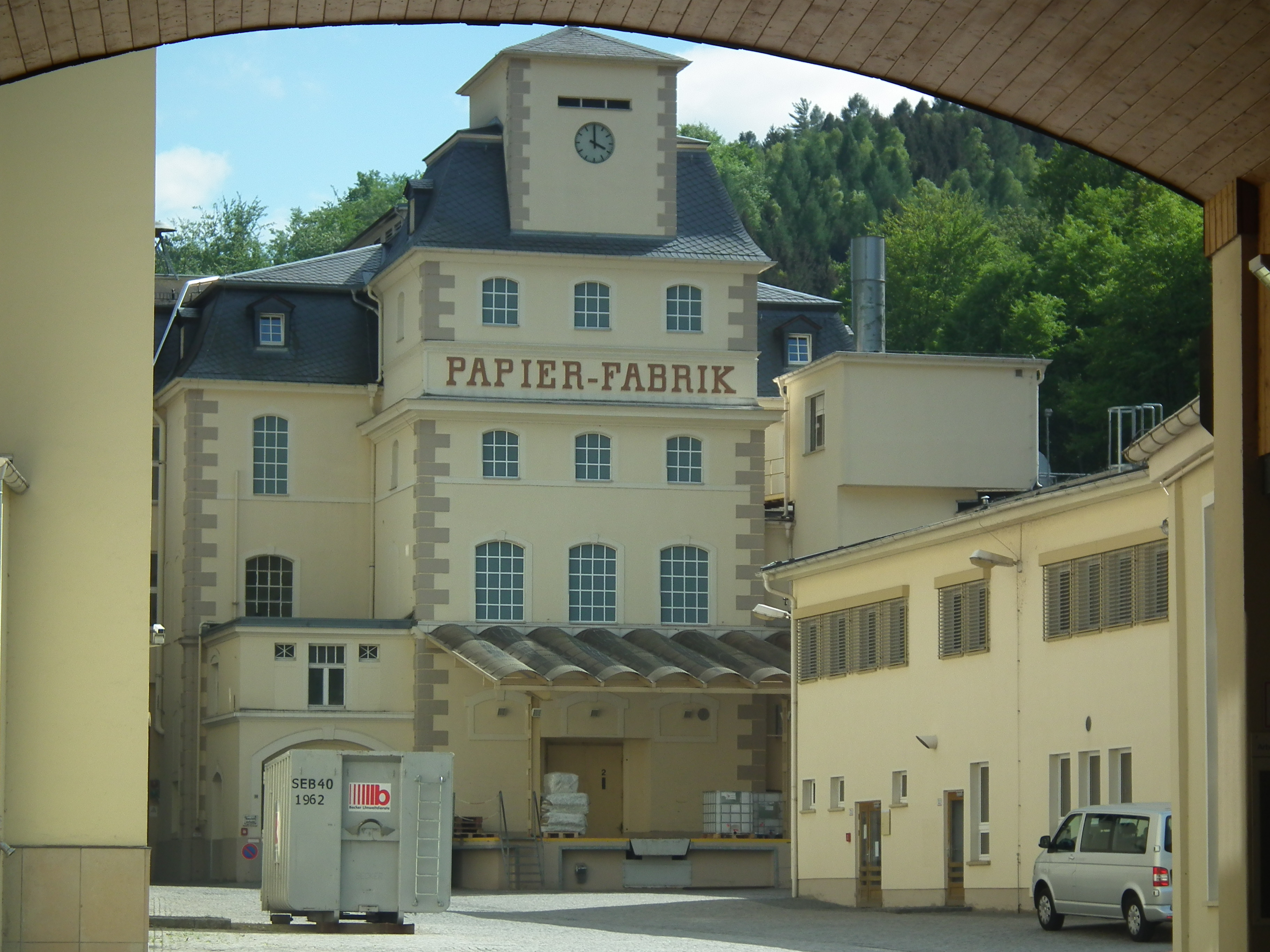
Papierfabrik Louisenthal, Werk Königstein

Schon bei der urkundlichen Ersterwähnung des Ortes Hutten im Jahr 1445 wurden zwei Hammer- und zwei Schmiedewerke genannt („czwene hemmer adir czwey smedewerg“). Das dort verhüttete Eisen wurde zum Teil lokal aus Roteisenstein gewonnen, der überaus größere Anteil kam aus Eisenerzgruben um Berggießhübel.
Im Jahr 1552 übernahm Georg Schwarz die Eisenhütte des verstorbenen Hammermeisters Hans Rabe, die jener erst 1541 von Giesenstein bei Gottleuba nach Hütten verlagert hatte. Georg Schwarz war seit 1553 Bürger der Stadt Dresden und 1560–1586 Mitglied im Rat der Stadt Dresden. In den 1560er Jahren wurde durch Georg Schwarz auf seinem Hüttengelände zusätzlich eine Papiermühle errichtet; ihre erste urkundliche Erwähnung im Matrikularextrakt der Königsteiner Kirche ist datiert mit 1569. Im Jahre 1577 klagte der Freiberger Papiermacher Hieronymus Schaffhirt beim Kurfürsten gegen Schwarz, weil dieser in dem Lumpensammelbezirk, der ihm mit Privileg des Kurfürsten zugeteilt war, unberechtigt eine Papiermühle errichtet hatte. (Lumpen waren die Rohstoffbasis für die Papierherstellung.) Prozessiert wurde jahrzehntelang; die Freiberger Papiermühle existierte nicht lange.
Während die Eisenhütte ab 1586 von den Nachkommen von Georg Schwarz nicht mehr weitergeführt wurde, hat die Papiermühle überlebt. Von 1627 bis 1698 war sie abwechselnd in Pacht und im Besitz der Familie Hain oder Hayn.
1861 fiel sie einem Schadfeuer zum Opfer. Dr. Alwin Rudel und Karl Louis Kaufmann errichteten auf dem Gebiet der zuvor 300 Jahre lang existierenden Papiermühle (Manufaktur) in den 1860er Jahren eine Papierfabrik mit der ersten Papiermaschine in Hütten.
1876 ging die Fabrik in den Besitz von Hugo Hoesch, der sie in den folgenden Jahrzehnten zu einer modernen Feinpapierfabrik ausbaute, in der hochwertige Schreib- und Druckpapiere, auch mit Wasserzeichen hergestellt wurden – nach dem Ersten Weltkrieg bis zum Ende des Zweiten Weltkrieges auch Banknotenpapier für die Deutsche Reichsdruckerei.
Hugo Hoesch, der seit 1879 auch Gemeindevorstand von Hütten war, erhielt 1888 den Ehrentitel Kommerzienrat, fungierte ab 1891 bis 1907 als Vizepräsident sowie danach bis zu seinem Tod 1916 als Präsident des Dresdner Pferde-Rennvereins und wurde 1907 vom Sächsischen König zum Mitglied der 1. Königlichen Ständekammer ernannt. 1912 erhob der König Hugo Hoesch und seine Familie in den erblichen Adelsstand.
Nach dem Zweiten Weltkrieg enteignet und verstaatlicht und nach der Wende reprivatisiert, gehört die Fabrik heute zur Papierfabrik Louisenthal GmbH des Konzerns Giesecke & Devrient. Die Fabrik stellt heute besonders fälschungssicheres Banknoten- und Sicherheitspapier her, das in mehr als 100 Länder exportiert wird.

Werbeaufnahme, im Hintergrund die Papierfabrik

Bis ins 20. Jahrhundert befand sich in Hütten die Kaltwasserheilanstalt Bad Königsbrunn. Im Juli 1901 eröffnete im Probebetrieb die Bielatalbahn als eine gleislose Oberleitungsbahn. Sie verband den Bahnhof Königstein mit der Papierfabrik. Noch im August des Jahres wurde sie bis zur direkt dahinterliegenden Heilanstalt verlängert. Im September 1904 wurde die Bahn mangels Rentabilität eingestellt und nach Wurzen verlegt.
Die Gemeinde Hütten wurde 1933 der Stadt Königstein eingegliedert.

### Bevölkerungsentwicklung
| Jahr | Einwohner |
| ---- | --------- |
| 1834 | 264       |
| 1855 | 374       |
| 1871 | 424       |
| 1890 | 833       |
| 1910 | 901       |
| 1925 | 905       |

Hütten erlebte im 19. Jahrhundert ein enormes Bevölkerungswachstum. Die Einwohnerzahl stieg von 264 im Jahr 1834 um 60 % auf 424 im Jahr 1871 und verdoppelte sich beinahe in den nächsten zwei Jahrzehnten. Vor dem Ersten Weltkrieg und in der Zwischenkriegszeit lag sie bei 900, aufgrund der Eingemeindung wurden nach 1933 keine amtlichen Zahlen mehr erhoben.
Bei der Volkszählung im Dezember 1855 lebten 374 Einwohner in 86 Haushalten, die sich auf 35 Wohnhäuser verteilten.
Während sich 1834 nur ein Einwohner zum Katholizismus bekannte, waren es 1925 bereits 54, etwa 6 % der Gesamtbevölkerung von Hütten. Der Großteil hatte die evangelische Konfession.

## Persönlichkeiten
- Hugo von Hoesch (1850–1916) war ein Papierindustrieller und lebenslanges Mitglied der I. Kammer des Sächsischen Landtages. Er hatte seinen Wohnsitz in Hütten gewählt und war jahrzehntelang Gemeindevorsteher.
- Curt Pflugbeil (1890–1955) wurde in Hütten geboren. Er war ein deutscher Offizier, zuletzt General der Flieger der Luftwaffe im Zweiten Weltkrieg.
- Kurt Versock (1895–1963) Offizier, zuletzt General der Gebirgstruppe während des Zweiten Weltkriegs